# Ипшемуаби II
Ипшемуаби II (Япит-шему-аби; финик. Ip-shemu-abi, Yapit-shemu-abi) — царь Библа в начале XVII века до н. э.

## Биография
Ипшемуаби II, имя которого имеет аморейское происхождение, был одним из последних представителей династии правителей Библа, основанной Абишему I. Предполагается, что он взошёл на престол после своего отца. Им некоторые историки считают Абишему II, но другие исследователи относят правление этого монарха к более раннему времени, называя предшественником Ипшемуаби II царя Илимияни.
О Ипшемуаби II известно очень мало. Сохранилась надпись, сделанная во второй год правления этого царя. Всего же, как предполагается, он мог занимать библский престол около десяти лет. Правление Имшемуаби II датируется началом XVII века до н. э. (иногда более точно: между 1700 и 1690 годом до н. э.). Преемником Ипшемуаби II был его брат Эглия.